# Liste de prêtres catholiques de fiction
Cette liste reprend les œuvres narratives (romans, films, téléfilms, pièces de théâtre, série, bande dessinées) où un prêtre catholique est représenté. Pour être cité dans cette liste, le personnage du prêtre doit être assez important dans l'intrigue. Les récits se basant sur des faits ou des personnages ayant existé peuvent aussi être cités, ces biographies, filmées ou dessinées, comportant inévitablement une part de fiction.

## Prêtres fictionnels dans la littérature
Avec le titre de l'œuvre, l'auteur, la date de parution et le nom du personnage.

### Avant 1800
- Le Curé et le Mort, fable de Jean de La Fontaine, 1678, avec le personnage de messire Jean Chouart.
- Femmes, soyez soumises à vos maris, essai de Voltaire, 1759, avec le personnage de l'abbé de Châteauneuf[1].
- Émile de Jean-Jacques Rousseau, 1762, dans la partie Profession de foi du Vicaire savoyard, le personnage du Vicaire savoyard, porte-parole des idées de Rousseau

### De 1800 à 1849
- Atala, roman de François-René de Chateaubriand, 1801, avec le personnage du père Aubry
- René, roman de François-René de Chateaubriand, 1802, avec le personnage du père Souël
- Le Vicaire des Ardennes roman d'Honoré de Balzac (1824) (publié sous le pseudonyme d'Horace de Saint-Aubin) : le curé Jérôme Gausse, le jeune vicaire Joseph, personnage principal du roman[2].
- Les Chouans roman d'Honoré de Balzac (1829) paru sous le titre Le Dernier Chouan ou la Bretagne en 1800. Personnage de l'abbé Gudin qui excite les Chouans et les tient en respect[3].
- Les Fiancés (I promessi sposi), roman d'Alessandro Manzoni, 1825-1827. Il y a plusieurs ecclésiastiques importants dans ce roman : Don Abbondio[4],[5], Saint Abbondio est le saint patron de la ville de Côme, le cardinal Borromée canonisé au XVIIe siècle, cité dans l'ouvrage et personnage ayant réellement existé, le père Cristoforo  brûlant d'humilité chrétienne et tendu vers le bien[6]
- Le Rouge et le Noir, roman de Stendhal, 1830, personnage de l'abbé Chélan, mentor et conseiller de Julien Sorel[7]
- Notre-Dame de Paris, roman de Victor Hugo, 1831. Claude Frollo est l'archidiacre de Notre-Dame.
- Le Curé de Tours, roman d'Honoré de Balzac, 1832, personnage de l'abbé François Birotteau qui est le frère aîné de César Birotteau. Dans le roman homonyme, il n'est encore que vicaire[8]. On le retrouve confesseur de Madame de Mortsauf dans Le Lys dans la vallée[9]. Dans Le Curé de Tours, il devient le souffre-douleur de Mademoiselle Gamard, sa logeuse et de son rival : l'abbé Troubert[10],[11].
- La Grenadière, nouvelle d'Honoré de Balzac, parue en 1832 : le vicaire de Saint-Cyr-sur-Loire[12]
- La Duchesse de Langeais, roman d'Honoré de Balzac (1834). Le Vidame de Pamiers (à la fois titre d'archevêque et titre nobiliaire). Il protège la réputation de sa cousine Antoinette de Langeais. Dans Ferragus, il donne de bons conseils à Auguste de Maulincour, dans Le Contrat de mariage, il protège Victurnien d'Esgrignon, et dans Splendeurs et misères des courtisanes, il n'est plus qu'un habitué des salons mondains[13].
- La Chartreuse de Parme, roman de Stendhal, 1839, personnage de l'abbé Blanès[14].
- Ursule Mirouët, roman d’Honoré de Balzac, publié 1841 : le personnage du vicaire de Nemours, précepteur de Savinien de Portenduère[12]
- Le Curé de village, 1841, roman d'Honoré de Balzac. L'abbé Bonnet qui aurait inspiré à Hugo le personnage de Mgr Myriel selon le dictionnaire des œuvres Laffont-Bompiani[15]. L'abbé Bonnet œuvre à la rédemption de Véronique Graslin, responsable d'un meurtre.
- Splendeurs et misères des courtisanes, roman d'Honoré de Balzac, 1838-1847, l'abbé Carlos Herrera sous l'habit duquel se cache Vautrin.
- Les Mystères de Paris, roman d'Eugène Sue, (1842-1843) avec l'abbé Polidori  [16]
- Le Comte de Monte-Cristo, roman d'Alexandre Dumas, 1844 : l'abbé Faria[17] compagnon de captivité d'Edmond Dantès, puis l'abbé Busoni[18], habit sous lequel se cache Edmond Dantès.
- La trilologie romanesque de D'Artagnan et des trois mousquetaires, par Alexandre Dumas : Aramis, qui annonce entrer chez les lazaristes à la fin du premier roman et est évêque de Vannes dans le dernier.
  - Les Trois mousquetaires (1844)
  - Vingt ans après(1845)
  - Le Vicomte de Bragelonne (1849)
- Illusions perdues, roman d'Honoré de Balzac 1836 et 1843 avec le personnage du vicaire général de l'évêque d'Angoulême[12]
- Un début dans la vie roman d'Honoré de Balzac, l'Abbé Loraux est le vicaire de l'église Saint-Sulpice[19], dansHonorine (1843-1844) l'abbé Loraux apporte son aide à Honorine de Bauvan[20], dans La Rabouilleuse, l'abbé Loraux est le confesseur d'Agathe Bridau[21]
- Un prêtre en 1839, roman inachevé, écrit par Jules Verne vers 1845, avec le personnage du prêtre défroqué Pierre Hervé.
- L'Envers de l'histoire contemporaine, roman d'Honoré de Balzac, 1848, le personnage de l'abbé de Vèze, qui loge chez Madame de la Chanterie[12]
- Les Paysans, 1844-1854, roman inachevé d'Honoré de Balzac, terminé par sa veuve la Comtesse Hańska : le personnage de l'abbé Brossette. Il vit pauvrement dans un village où les paysans le méprisent, mais il est reçu par le comte de Montcornet riche propriétaire[22]. Dans Béatrix, ce même abbé est directeur de conscience de Béatrix de Rochefide, une figure de la haute société parisienne[23]

### De 1850 à 1899
- L'Ensorcelée roman de Jules Barbey d'Aurevilly, 1852-1854 : l'abbé de la Croix-Jugan  actif du côté des Chouans[24],[25].
- Catherine Blum, roman d'Alexandre Dumas, 1854 : le personnage de l'abbé Grégoire, inspiré par Louis-Chrysôstôme Grégoire, vicaire de Villers-Côterêts, qu'Alexandre Dumas connut dans son enfance[26].
- Cinq Semaines en ballon, roman de Jules Verne, 1863 : personnage épisodique d'un missionnaire anonyme mourant recueilli par les trois héros.
- Madame Bovary, roman de Gustave Flaubert, 1857, l'abbé Bournisien présenté comme un raté, ne sachant pas accompagner ses ouailles[27].
- Les Misérables, roman de Victor Hugo, 1862, personnage de  Mgr Bienvenu Myriel[28]
- Un prêtre marié roman de Jules Barbey d'Aurevilly, 1864, le prêtre défroqué Jean Sombreval[25].
- Le Curé de Cucugnan, nouvelle d'Alphonse Daudet, 1866, personnage du père Martin[29], [30]
- La Conquête de Plassans, roman d'Émile Zola, l'abbé Faujas personnage principal du roman.
- Quatrevingt-treize, roman de Victor Hugo, (1874), Cimourdain prêtre rallié aux jacobins, envoyé en mission en 1793 en Vendée par le Comité de salut public pour combattre les Chouans[31].
- La Faute de l'abbé Mouret, roman d'Émile Zola, 1875[32], [33],[34].
- Bouvard et Pécuchet, roman de Gustave Flaubert, (1882) l'abbé Jeufroy formidablement crédule[35].
- L'Abbé Constantin, roman de Ludovic Halévy, (1882), avec le personnage de l'abbé Constantin[36],[37]
- Une histoire sans nom, roman de Jules Barbey d'Aurevilly, (1882), avec l'abbé Riculf, prêtre impie[25].
- Famille-Sans-Nom, roman de Jules Verne, 1889, Joan Morgaz, prêtre catholique et frère du héros Jean Morgaz ou Jean sans nom.

### De 1900 à 1949
- Père Brown (The Wisdom Of Father Brown, The Incredulity Of Father Brown..), séries de nouvelles par G. K. Chesterton, 1911-1935, avec le personnage du père Brown
- Le Pont des soupirs (tome I) et Les Amants de Venise (tome II), roman en deux parties de Michel Zévaco, 1901, avec le personnage du cardinal Bembo.
- Sous le soleil de Satan, roman de Georges Bernanos, 1926, avec l'abbé Donissan et l'abbé Menou-Segrais[38]
- L'Imposture, roman de Georges Bernanos, 1927 avec les personnages des abbés Cénabre et Chevance[38]
- La Joie, roman de Georges Bernanos, 1929, où l'on retrouve l'abbé Cénabre[38]
- La Mort et l'Archevêque (Death Comes for the Archbishop (en)), roman de Willa Cather, 1927, avec les personnages de l'évêque Jean-Marie Latour et du père Joseph Vaillant[39]
- Les Thibault, de Roger Martin du Gard, dans lequel l'abbé Vécard est le confesseur d'Oscar Thibault et l'abbé Binot appartient à l’institution où Jacques Thibault fait ses études.
- L'Auberge de la Jamaïque, roman d'atmosphère de Daphné du Maurier, 1935, avec Francis Davey, vicaire d'Altarnum.
- Journal d'un curé de campagne, roman de Georges Bernanos, 1936, avec le curé de Torcy, personnage inspiré à Bernanos par ses souvenirs d'enfance de Fressin, et le curé d'Ambricourt[38] qui emprunte plusieurs traits au curé Fenouille de Monsieur Ouine[40].
- Gustalin, roman de Marcel Aymé, 1938, le curé de Chesnevailles, considéré comme un cureton par les gens du village[41]. Adapté à l'écran en 1976 par Guy Jorré[42].
- La Puissance et la Gloire, roman de Graham Greene, 1940, avec le personnage du Whisky priest[43]
- Les Clés du royaume, roman  d'A. J. Cronin, 1941, avec le père Chisholm. Adapté au cinéma en 1944 par John M. Stahl.
- Les Amitiés particulières, roman de Roger Peyrefitte, 1943, avec le père Lauzon et le père de Trennes. Adapté à l'écran en 1964 par Jean Delannoy.
- Un recteur de l'Île de Sein, roman d'Henri Queffélec, 1944
- La Peste, roman d'Albert Camus, 1947. Le père Paneloux a un rôle secondaire. Ses deux sermons sont des passages clefs du roman.
- Don Camillo, série de nouvelles humoristiques de Giovannino Guareschi, 1948
- Dialogues des carmélites, pièce de Georges Bernanos, 1949. L'aumonier du couvent.

### De 1950 à 2000
Le Cardinal, roman d'Henry Morton Robinson, 1950
- Léon Morin, prêtre, roman de Béatrix Beck,1952[44]
- Les Deux Étendards, roman de Lucien Rebatet, 1952
- L'Avocat du diable, roman de Morris West, 1959
- Les Souliers de saint Pierre, (The Shoes of the Fisherman), 1963, roman de Morris West, avec Mgr Kiril Lakota, adapté au cinéma en 1968[45]
- Les Nouveaux Prêtres, roman de Michel de Saint Pierre, 1964
- L'Espion du pape (Scarlet Pimpernel of the Vatican), roman de Jean-Pierre Gallagher, 1967, adapté au cinéma (La Pourpre et le Noir)[46]
- L'Exorciste, roman de William Peter Blatty, 1970, adapté au cinéma
- Pieter Daens (nl), roman de Louis Paul Boon avec Adolf Daens, 1971, adapté au cinéma dans Daens.
- Les oiseaux se cachent pour mourir, roman de Colleen McCullough, 1978
- Le Nom de la rose, roman d'Umberto Eco, 1980
- Monsignore Quichotte, (Monsignor Quixote), de Graham Greene, 1982, avec le père Quixote.
- Série de 17 romans (1985-2008) de Andrew Greeley, avec le personnage du père John Blackwood, surnommé Blackie Ryan[47]
- Abraham Lévy, curé de campagne, roman de Joseph Joffo, 1988
- La Controverse de Valladolid, roman de Jean-Claude Carrière, 1992 et 1999.
- Les Cantos d'Hypérion, suite de romans de science-fiction de Dan Simmons écrits entre 1989 et 1997, avec notablement les prêtres Lénar Hoyt, Paul Duré et le jésuite Federico DeSoya

### À partir de 2001
- Doggy Bag, de Philippe Djian, 2005-2008, avec le père Joffrey.
- Monsieur le curé fait sa crise, de Jean Mercier, 2016, avec l'abbé Benjamin Bucquoy.
- La Partition intérieure de Réginald Gaillard, publié aux Éditions du Rocher en 2017 : le narrateur est un curé de campagne dans le Jura, le père Jean.

## Prêtres fictionnels au théâtre
- Le Curé et les chouans, comédie en un acte de Antoine Simonnin et Théodore N*** (Nézel), 1832[48]
- Lorenzaccio, drame en cinq actes d'Alfred de Musset, 1834, avec les personnages du cardinal Cibo et du cardinal Baccio Valori[49]
- L'Abbé Constantin, comédie en 3 actes, par Pierre Decourcelle, en collaboration avec Hector Crémieux, d'après le roman de Ludovic Halévy, Paris, théâtre du Gymnase, 4 novembre 1887[37]
- Nos Deux consciences, pièce en 5 actes, de Paul Anthelme (Paul Bourde), (Paris, Porte-Saint Martin, 15 novembre 1902), adapté au cinéma par Alfred Hitchcock (La Loi du silence, 1953).
- Le Soulier de satin, pièce en quatre journées de Paul Claudel, 1943, avec le personnage du père jésuite.
- La Ville dont le prince est un enfant, pièce d'Henry de Montherlant, 1951, avec le personnage de l'abbé De Pradts.
- Port-Royal, pièce d'Henry de Montherlant, 1954, avec le personnage de l'archevêque Beaumont[50]
- Becket ou l'Honneur de Dieu, drame de Jean Anouilh, 1959, avec le personnage de Thomas Becket, archevêque de Canterbury[51]
- L'Affrontement (Mass Appeal) (une pièce de Bill C. Davis), comédie de Jean Piat et Francis Lalanne, 1980, avec les personnages du père Tim Farley et du séminariste Mark Dolson.
- Le Vicaire (Der Stellvertreter en allemand) est une pièce de Rolf Hochhuth jouée le 20 février 1963 à Berlin, mise en scène d'Erwin Piscator, à Paris la même année au théâtre de l'Athénée, adaptation de Jorge Semprún. Le cinéaste Costa-Gavras s'est inspiré de cette pièce pour le film Amen. sorti en 2002
- Bonté divine !, pièce de Frédéric Lenoir et Louis-Michel Colla, 2009[52]
- Croisière d'enfer, comédie des Chevaliers du Fiel, 2014, avec le personnage de l'abbé Michel.

## Prêtres fictionnels à l'opéra
- Dialogues des carmélites, opéra de Francis Poulenc sur un livret du compositeur d'après la nouvelle éponyme de Georges Bernanos, elle-même inspirée de La Dernière à l'échafaud (Die letzte am Schafott) de Gertrud von Le Fort. Création en 1957 à la Scala de Milan, première française la même année à l'Opéra de Paris. Le prêtre représenté est le père confesseur des sœurs du couvent des carmélites de Compiègne.

## Prêtres fictionnels au cinéma

### De 1895 à 1929
- Le Noël de monsieur le curé, film français d'Alice Guy, 1906[53],[54]
- La Duchesse de Langeais (The Eternal Flame), 1922, film américain de Frank Lloyd, avec Thomas Ricketts dans le rôle du vidame de Pamiers[55]
- Dans les laves du Vésuve, film américain de Henry King, avec J. Barney Sherry dans le rôle de monseigneur Saracinesca[56].
- L’Abbé Constantin, film français de Julien Duvivier, 1925, avec Jean Coquelin[57]
- Visages d'enfants, film français de Jacques Feyder, réalisé en 1923, sorti en 1925, avec Henri Duval dans le rôle du chanoine Taillier[58]
- La Duchesse de Langeais (Liebe), film allemand de Paul Czinner, avec Arthur Kraussneck dans le rôle du Vidame de Pamiers[59]

### De 1930 à 1939
- L’Abbé Constantin, film français de Jean-Paul Paulin, 1933, avec Léon Belières[60]
- Les Misérables, film français de Raymond Bernard (1934) avec Henry Krauss, dans le rôle de monseigneur Myriel
- La Kermesse héroïque, film franco-allemand de Jacques Feyder, 1935, avec Louis Jouvet dans le rôle du chapelain.
- Les Misérables, film américain de Richard Boleslawski, 1935, avec Cedric Hardwicke dans le rôle de monseigneur Myriel
- San Francisco, film américain de W. S. Van Dyke, 1936, avec Spencer Tracy dans le rôle du père Tim Mullin.
- Les Anges aux figures sales, film américain de Michael Curtiz, 1938, avec Pat O'Brien dans le rôle du père Jerome (« Jerry ») Connelly.
- Des hommes sont nés (Boys Town), film américain de Norman Taurog, 1938, avec Spencer Tracy dans le rôle du père Flanagan et Minor Watson dans celui de l'évêque[61]
- César, film français de Marcel Pagnol, 1936, avec Thommeray (Charles Marius François Toinon) dans le rôle d'Elzéar Bonnegrâce, curé de Saint-Victor[62].
- La Femme du boulanger, film français de Marcel Pagnol, 1938, avec Robert Vattier dans le rôle du curé.

### De 1940 à 1949
- Des hommes vivront (Men of Boys Town), 1941, film américain de Norman Taurog, avec Spencer Tracy dans le rôle du père Flanagan
- La Duchesse de Langeais, 1942, film français de Jacques de Baroncelli avec Charles Granval dans le rôle du vidame de Pamiers[63].
- Le Comte de Monte-Cristo, film français par Robert Vernay avec Ermete Zacconi dans le rôle de l'abbé Faria.
- Le Chant de Bernadette (The Song of Bernadette), film américain réalisé par Henry King, sorti en 1943, avec Charles Bickford dans le rôle de l'abbé Peyramale
- Les Clés du royaume (The Keys of the Kingdom), film américain de John M. Stahl, 1944, avec Gregory Peck dans le rôle du père Francis Chisholm[64]
- La Route semée d'étoiles (Going my way), film américain de Leo McCarey, 1944, avec Bing Crosby dans le rôle du père O'Malley[65], [66]
- Les Cloches de Sainte-Marie (The Bells of St. Mary's), film musical américain de Leo McCarey, 1945, avec Bing Crosby dans le rôle du père O'Malley[67]
- Rome, ville ouverte (Roma, città aperta), film italien néoréaliste de Roberto Rossellini, 1945, avec Aldo Fabrizi dans le rôle de Don Pietro Pellegrini[68].
- Dieu est mort (The Fugitive), film américain et mexicain de John Ford, 1947, d'après le roman de Graham Greene (La Puissance et la Gloire) avec Henry Fonda dans le rôle du prêtre.
- Les Chouans, 1947, film français de Henri Calef, avec  Louis Seigner dans le rôle de l'abbé Gudin[69].
- Capitaine de Castille (Captain from Castile), 1947, film américain de Henry King, avec Thomas Gomez dans le rôle du père Bartolome Romero

### De 1950 à 1959
- Journal d'un curé de campagne, film français de Robert Bresson, 1950, avec Claude Laydu[70]
- Dieu a besoin des hommes, film français de Jean Delannoy, 1950, avec Jean Brochard dans le rôle de l'abbé Kerhervé[71]
- Le Petit Monde de don Camillo, film italo-français de Julien Duvivier, 1951, avec Fernandel[72]
- L'Auberge rouge, film français de Claude Autant-Lara, 1951, avec Fernandel dans le rôle de moine franciscain[73]
- La Loi du silence (I confess), film d’Alfred Hitchcock, 1953, avec Montgomery Clift dans le rôle du père Michaël Logan[74]
- Le Retour de don Camillo, film italo-français de Julien Duvivier, 1953, avec Fernandel[75]
- Détective du bon Dieu (Father Brown), film britannique de Robert Hamer, 1954, inspiré des romans de G. K. Chesterton, avec Alec Guinness dans le rôle du père Brown.
- Le Comte de Monte-Cristo, film franco-italien de Robert Vernay, avec Gualtiero Tumiati (it) dans le rôle de l'abbé Faria[76]
- Sur les quais, film américain d'Elia Kazan (1954), avec Karl Malden dans le rôle du père Barry
- Le Défroqué, film français de Léo Joannon, 1954, avec Pierre Fresnay dans le personnage du prêtre défroqué Maurice Morand.
- Courte Tête, film français de Norbert Carbonnaux, 1956, avec Louis de Funès dans le rôle du père Graziani.
- Les Misérables de Jean-Paul Le Chanois avec Fernand Ledoux  dans le rôle de Monseigneur Myriel.
- Bravados, western américain d'Henry King, 1958, avec Andrew Duggan dans le rôle du prêtre qui confesse le vengeur repentant (Gregory Peck), d'après le roman éponyme de Frank O'Rourke.
- La Grande Bagarre de don Camillo, film italo-français de Carmine Gallone, 1955, avec Fernandel[77]
- Marie-Octobre, film français de Julien Duvivier, 1958, avec Paul Guers dans le rôle du père Yves Le Guéven, prêtre[78].
- L'habit ne fait pas le moine (Say One for Me), film américain de Frank Tashlin, 1959, avec Bing Crosby dans le rôle du père Conroy.

### De 1960 à 1969
- Le Dialogue des carmélites, film français de Philippe Agostini et Raymond Léopold Bruckberger, 1960, avec Georges Wilson dans le rôle de l'aumônier du couvent des Carmélites de Compiègne[79].
- Don Camillo Monseigneur, film italo-français de Carmine Gallone, 1961, avec Fernandel[77]
- Léon Morin, prêtre, de Jean-Pierre Melville, 1961, avec Jean-Paul Belmondo[80]
- Mère Jeanne des anges, film polonais de Jerzy Kawalerowicz, 1961, avec Mieczyslaw Voit dans le rôle du père Jozef Suryn et Kazimierz Fabisiak dans le rôle du père Brym.
- Le Diable et les Dix Commandements, film à sketches franco-italien réalisé par Julien Duvivier, 1962, avec Lucien Baroux dans le rôle de l'évêque et de nombreux autres figures de prêtres.
- Le Cardinal (The Cardinal), film américain d’Otto Preminger, 1963, avec Tom Tryon dans le rôle de Stephen Fermoyle[81]
- Don Camillo en Russie, film italo-français de Luigi Comencini, 1965, avec Fernandel[77]
- Nevada Smith, western américain de Henry Hathaway, 1966, avec Raf Vallone dans le rôle du père Zaccady.
- Le Retour des sept, western américain de Burt Kennedy, 1966, avec Fernando Rey dans le rôle du padre du village, défendu par les Sept.
- La Bataille de San Sebastian, western européen de Henri Verneuil avec Sam Jaffe dans le rôle du père Joseph.
- Devine qui vient dîner..., film américain de Stanley Kramer, 1967, avec Cecil Kellaway dans le rôle de monseigneur Ryan.
- Le Petit Baigneur, film français de Robert Dhéry, 1968, avec Jacques Legras dans le rôle de l'abbé Henri Castagnier.
- Les Souliers de saint Pierre (The Shoes of the Fisherman), film américain de Michael Anderson, 1968, avec Anthony Quinn dans le rôle de Kiril Lakota[82]

### De 1970 à 1979
- La Faute de l'abbé Mouret, film français de Georges Franju, 1970, d'après le roman éponyme d'Émile Zola, avec Francis Huster dans le rôle de l'abbé Mouret.
- Doucement les basses, film de Jacques Deray, 1971, avec Alain Delon dans le rôle de l'abbé Médieu[83]
- Sous le soleil de Satan, téléfilm de Pierre Cardinal, 1971, avec Maurice Garrel dans le rôle de l'abbé Donissan[84]
- Don Camillo et les Contestataires, film italo-français de Mario Camerini, 1971, avec Gastone Moschin[85]
- Le Visiteur (Catholics), 1973, avec Martin Sheen et Trevor Howard[86],[87]
- Prêtres interdits, de Denys de La Patellière, 1973, avec Robert Hossein[88]
- L'Exorciste (The exorcist), film américain de William Friedkin, 1973, avec Max von Sydow[89]
- Journal d'un prêtre ouvrier, 1976, téléfilm français de Maurice Failevic avec Gérard Dauzat dans le rôle du prêtre ouvrier.
- L'Exorciste 2 : L'Hérétique, film américain de John Boorman, 1977, avec Richard Burton[90]
- Les Nouveaux Monstres, film italien, 1977, avec Vittorio Gassman dans le rôle du cardinal[91]
- Le Christ s'est arrêté à Eboli, 1979, film franco-italien réalisé par Francesco Rosi, avec François Simon dans le rôle de don Traiella.

### De 1980 à 1989
- Le Curé de Tours, 1980, téléfilm français Gabriel Axel. Avec Jean Carmet (l'abbé François Birotteau), Michel Bouquet (l’abbé Troubert)[92]
- Sanglantes Confessions, film américain d'Ulu Grosbard, 1981, avec Robert De Niro dans le rôle du père Desmond Spellacy[93]
- Le Hasard (Przypadek), film polonais de Krzysztof Kieślowski, 1981, sorti en 1987, avec Adam Ferency dans le rôle du père Stefan[94],[95].
- La Pourpre et le Noir (The Scarlet and the black), téléfilm américain, italien et britannique de Jerry London, 1983, avec Gregory Peck dans le rôle de Mgr Hugh O'Flaherty[96]
- Mon curé chez les nudistes, 1982, film de Robert Thomas avec le personnage du père Daniel (Paul Préboist)
- Les Misérables, 1982 de Robert Hossein, avec Louis Seigner dans le rôle de monseigneur Myriel.
- Don Camillo, film italien de Terence Hill, 1983, avec Terence Hill dans le rôle de Don Camillo[97]
- Ladyhawke, la femme de la nuit, 1984, film fantastique de Richard Donner, avec John Wood (l'évêque), Leo MacKern (l'abbé Imperius).
- La messe est finie (La missa e finita), film italien de Nanni Moretti, 1985, avec Nanni Moretti dans le rôle de Don Giulio[98]
- Les Misérables, 1985 de Claude Lelouch, avec Jean Marais dans le rôle de Monseigneur Myriel.
- Mission, film britannique de Roland Joffé, 1986, avec Jeremy Irons dans le rôle du père Gabriel et la participation du père jésuite Daniel Berrigan, dans le rôle du père Sebastian[99]
- Thérèse, film français d'Alain Cavalier, 1986, avec Jean Pieuchot dans le rôle de l'évêque, Armand Meppiel dans le rôle du pape, et Pierre Baillot dans le rôle du prêtre.
- Au revoir les enfants, film français de Louis Malle, 1987, avec Philippe Morier-Genoud dans le rôle du père Jean et François Berléand dans le rôle du père Michel.
- Sous le soleil de Satan, film français de Maurice Pialat, 1987, avec Gérard Depardieu dans le rôle de l'abbé Donissan et Maurice Pialat dans le rôle de l'abbé Menou-Segrais[100],[101]
- La vie est un long fleuve tranquille, film français  d'Étienne Chatiliez, 1988, avec Patrick Bouchitey dans le rôle du père Aubergé[102]
- Bernadette, film français de Jean Delannoy, 1988, avec Jean-Marc Bory dans le rôle de l'abbé Peyremale.

### De 1990 à 1999
- Daens, film belge de Stijn Coninx, 1993, avec Jan Decleir dans le rôle de l'abbé Adolf Daens[103]
- Prêtre (Priest), film britannique d'Antonia Bird, 1994, avec Linus Roache et Tom Wilkinson[104]
- Quatre Mariages et un enterrement (Four Weddings and a Funeral), film britannique de Mike Newell, 1994, avec Rowan Atkinson dans le rôle du père Gérald.
- La Cérémonie, film français de Claude Chabrol, 1995, avec Jean-François Perrier, dans le rôle du prêtre.
- Les anges gardiens, film français de Jean-Marie Poiré, 1995, avec Christian Clavier dans le rôle du père Hervé Tarain[105]
- Ridicule, film français de Patrice Leconte, 1996, avec Bernard Giraudeau dans le rôle de l'abbé de Villecourt.
- Capitaine Conan, film français de Bertrand Tavernier, 1996, avec Claude Brosset dans le rôle du père Dubreuil, aumônier militaire.
- Sleepers, film américain de Barry Levinson, 1996, avec Robert De Niro dans le rôle du père Bobby.
- Stigmata, film américain de Rupert Wainwright, 1999, avec Gabriel Byrne.
- La Dilettante, film français de Pascal Thomas, 1999, avec Didier Bezace interprétant l'abbé Ferro.

### De 2000 à 2009
- Le Libertin de Gabriel Aghion, 2000, avec Michel Serrault dans le rôle du cardinal, frère du baron d'Holbach.
- Au nom d'Anna (Keeping Faith), film américain de et avec Edward Norton, 2000, dans le rôle du père Brian Finn.
- Le Tombeau (The Body), film américain de Jonas McCord, 2001, avec Antonio Banderas
- Hiver 42 au nom des enfants (Edges of the Lord), film polonais de Yurek Bogayevicz, 2001, avec Willem Dafoe dans le rôle du prêtre[106].
- Amen., film franco-germano-roumain de Costa-Gavras, 2002, tiré de la pièce de théâtre Le Vicaire de Rolf Hochhuth. Avec Mathieu Kassovitz (l'abbé Riccardo Fontana) et Michel Duchaussoy (le cardinal).
- L'Exorciste : Au commencement, film américain de Renny Harlin, 2004, avec Stellan Skarsgård
- L'Exorcisme d'Emily Rose, film américain de Scott Derrickson, 2005, avec Tom Wilkinson[107]
- Antonio Vivaldi, un prince à Venise, film français de Jean-Louis Guillermou, 2005, avec Stefano Dionisi (Antonio Vivaldi), Michel Serrault (l'évêque de Venise) et Michel Galabru (le pape Benoît XIII).
- Dominion: Prequel to the Exorcist, film américain de Paul Schrader, 2005 avec Stellan Skarsgård
- Ne touchez pas la hache de Jacques Rivette, 2007, d'après La Duchesse de Langeais, avec Michel Piccoli dans le rôle du vidame de Pamiers[108].
- L'Auberge rouge, film français de Gérard Krawczyk, 2007, avec Gérard Jugnot[109]
- Doute, film américain de John Patrick Shanley, 2008, avec Philip Seymour Hoffman dans le rôle du père Brendan Flynn.
- Gran Torino, film américain de Clint Eastwood, 2008, avec Christopher Carley dans le rôle du père Janovitch[110]
- Le Missionnaire, film français de Roger Delattre, 2009, avec Jean-Marie Bigard dans le rôle du père Mario et David Strajmayster dans le rôle du père Patrick

### Depuis 2010
- Mystères de Lisbonne, 2010, de Raoul Ruiz, avec Adriano Luz dans le rôle du père Dinis. D'après le roman éponyme publié en 1854 par Camilo Castelo Branco.
- Un poison violent, 2011, film français de Katell Quillévéré, avec Stefano Cassetti dans le rôle du père François
- Qui a envie d'être aimé ?, 2011, d'Anne Giafferi, avec Philippe Duquesne dans le rôle du prêtre[111].
- Le Rite, 2011, avec Anthony Hopkins dans le rôle du père Lucas.
- Habemus papam, 2011, de Nanni Moretti, avec Michel Piccoli dans le rôle du pape[112].
- Priest, 2011, de Hyung Min-woo, avec Paul Bettany dans le rôle du prêtre déchu.
- La Guerre des boutons, 2011, de Yann Samuell, avec Fred Testot dans le rôle du père Simon.
- Corpo celeste, 2011, film italien d'Alice Rohrwacher, avec Salvatore Cantalupo dans le rôle de Don Mario[113].
- Elefante blanco, film argentino-hispano-français de Pablo Trapero, 2012, avec Jérémie Renier et Ricardo Darín dans les rôles de deux prêtres des Favelas.
- Cristeros, film historique mexicain de Dean Wright, 2012, avec Peter O'Toole dans le rôle du père Christopher.
- À la merveille, film américain réalisé par Terrence Malick, sorti en 2012, avec Javier Bardem dans le rôle du père Quintana.
- Une chanson pour ma mère, comédie franco-belge, réalisée par Joël Franka, 2013, avec Sam Louwyck dans le rôle du père Antoine.
- Calvary, film irlando-britannique de John Michael McDonagh, 2014, avec Brendan Gleeson dans le rôle du père James Lavelle.
- Qu'est-ce qu'on a fait au Bon Dieu ? (2014) et ses suites de  Philippe de Chauveron, Loïc Legendre dans le rôle du Curé de la paroisse de Chinon.
- La Confession, film dramatique français de Nicolas Boukhrief et sorti en 2016 avec Romain Duris dans le rôle du père Léon Morin.

## Séries télévisées et téléfilms
- À la Maison-Blanche (saison 1, épisode 14 : Observe le jour du Sabbat), série américaine, avec Karl Malden dans le rôle du père Thomas Cavanaugh.
- Going My Way, série américaine, 1962-1963, avec Gene Kelly
- Thierry la Fronde, série française en 4 saisons et 52 épisodes (1963-1966) avec Yves Barsacq dans le rôle du prieur du village. Pierre Tornade dans le rôle d'un archiprêtre (Saison 2, Thierry et l'archiprêtre).

- La Dame de Monsoreau, série française en 7 épisodes (1971) avec Abel Larose dans le rôle du prieur.
- Father Brown, série américaine, 1974, 13 épisodes inspirés des romans de G. K. Chesterton, avec Kenneth More dans le rôle du père Brown[114]
- Splendeurs et misères des courtisanes, 1975, série en six épisodes réalisée par Maurice Cazeneuve avec Georges Géret dans le rôle de Carlos Herrera[115]
- Le Comte de Monte-Cristo, de Denys de la Patelière (1979) série française, avec Henri Virlogeux dans le rôle de l'abbé Faria.
- Les oiseaux se cachent pour mourir (The Thorn Birds), série américaine de Daryl Duke, 1983, avec Richard Chamberlain dans le rôle du père Ralph de Bricassart
- La Controverse de Valladolid, téléfilm français de Jean-Daniel Verhaegue, 1992, avec Jean-Pierre Marielle (Las Casas), Jean-Louis Trintignant (Sepúlveda), Jean Carmet (le légat du pape).
- Cadfael, série britannique, de 1994 à 1998, avec Derek Jacobi dans le rôle du frère Cadfael
- Father Ted, série britannico-irlandaise, 1995-1998, avec Dermot Morgan, Frank Kelly et Ardal O'Hanlon
- Le Comte de Monte-Cristo, série française de Josée Dayan, 1998, avec Georges Moustaki dans le rôle de l'abbé Faria
- Un sacré détective, série italienne, depuis 2000, avec Terence Hill
- Père et Maire, série française, avec Daniel Rialet dans le rôle du père Erwan Vernoux (2002-2006) puis Sébastien Knafo, depuis 2006, dans le rôle de l'abbé Nicolas Janvier
- Plus belle la vie, série française de Hubert Besson, depuis 2004, avec Emil Abossolo-Mbo dans le rôle du père Damien Mara et le père Christian Delorme dans son propre rôle.
- Kir, la légende et son double, 2012, téléfilm d'Éric Nivot, avec François Chattot dans le rôle du chanoine Kir.
- Les Voies impénétrables, téléfilm français de Maxime Govare, 2012, avec Patrick Bouchitey dans le rôle du père Auberger.
- Profilage (saison 4, épisode 9 : Possession), série télévisée française, 2013, avec Geoffroy Thiebaut dans le rôle du père Stanislas[116].
- Nos chers voisins, avis de tempête, téléfilm français de Stephan Kopecky, Gérard Pautonnier et Emmanuel Rigaut, 2013, avec Arthur Jugnot dans le rôle du père Raphaël.
- Le Métis de Dieu, téléfilm français de Ilan Duran Cohen et diffusé pour la première fois le 24 mars 2013 sur RTS Deux[117], puis le 29 mars 2013 sur Arte[117]. Il évoque la vie apostolique et sociale de Jean-Marie Lustiger, cardinal archevêque de Paris, décédé en 2007.

## Prêtres fictionnels dans des bandes dessinées
- Tintin au Congo (1931), par Hergé, avec le personnage du père missionnaire.
- Destination New-York (1939), par Hergé, avec le personnage du père Francœur, oblat de Marie, qui sera remplacé dans les rééditions récentes par un ethnologue.
- Le Petit Spirou (1987-), par Tome et Janry, avec le personnage de l'abbé traditionaliste Hyacinthe Langélusse.
- 666 (1997-2003) (et sa suite 6666), par Froideval (sc.) et Tacito : le prêtre-exorciste Carmody (qui deviendra pape).
- Le Curé (2001-2003), de Laurent Lacoste (sc.) et Christian De Metter (dessins), 2 tomes[118].
- L'Aventurier de Dieu, Werenfried van Straaten (2004), par Guy Lehideux et Dominique Bar.
- Dans les Griffes du Tigre (2007), par Brunor (sc.) et Dominique Bar (dessins), personnage de Théophane Vénard[119].
- Le Curé du Diable (2013), par Hugo Bogo, avec le personnage du P. Louis Gaufridy[120].
- Odilon Verjus (1996-2006), par Yann Le Pennetier et par Laurent Verron (dessins), avec les personnages de Odilon Verjus et Laurent de Boismenu, missionnaires du Sacré-Cœur de Jésus d'Issoudun.

## Prêtres non fictionnels dans des biographies romancées de cinéma
- Monsieur Vincent, film français de Maurice Cloche, 1947, avec Pierre Fresnay dans le rôle de saint Vincent de Paul.